# Kohe Mondi
El Kohe Mondi (també anomenat Koh-i-Mondi o Koh-i-Mondi) és una muntanya que forma part de la gran serralada de l'Hindu Kush. S'eleva fins als 6.234 m i es troba al districte de Kuran wa Munjan, a la província de Badakhshan, Afganistan.

## Ascensions
El Kohe Mondi va ser escalat per primera vegada el 26 de juliol 1962 per una expedició alemanya formada per Otto Reus, Hanno Vogel i Sepp Ziegler.